# Breda di Piave
Breda di Piave (Breda in veneto) è un comune italiano di 7 605 abitanti della provincia di Treviso in Veneto. Il comune sorge sulla riva destra del fiume Piave.

## Origini del nome
Il toponimo potrebbe derivare dal latino praedia o dal longobardo braida: entrambi i termini significano "fondo, proprietà terriera".

## Geografia fisica

### Territorio
Il territorio di Breda di Piave è prevalentemente pianeggiante, con un'altitudine media di 23 metri sul livello del mare. Situato sulla riva destra del Piave, il comune gode della vicinanza a questo importante corso d'acqua, che ha segnato la storia e lo sviluppo del Veneto. L’area è caratterizzata da terreni fertili, ideali per l’agricoltura, e da una rete di canali artificiali che regolano l’approvvigionamento idrico sin dai tempi antichi.
Il paesaggio è scandito da campi coltivati, filari di alberi e piccole borgate. 

## Storia
I più antichi reperti rinvenuti nel territorio comunale (selci lavorate, fibule in bronzo) dimostrerebbero la presenza di un insediamento collocabile nel periodo paleoveneto. Breda continuò ad essere abitata anche in età romana, come dimostra il ritrovamento di anfore granarie, sepolture e un'ara cilindrica.
Decaduta durante le invasioni barbariche, la zona si risollevò dopo l'anno Mille periodo in cui si assisté alla formazione degli odierni abitati. 
Attorno al IX secolo si forma il feudo monastico della chiesa di San Paolo di Breda da parte dei monaci del monastero dei Santi Pietro, Paolo e Teonisto di Casier da cui dipendeva.In particolare, il Castrum di Breda si sviluppò attorno a un castello adiacente alla chiesa, fatto erigere dai vescovi di Treviso e poi agli inizi del XIV secolo affidato assieme alla chiesa ai Cavalieri templari, con la soppressione dei templari c'è il passaggio dei beni ai Cavalieri di Malta fino al 1803.
Pero fiorì grazie alla chiesa di San Colombano, legata ai monaci provenienti, forse invece dalla vicina abbazia di Monastier; Pero di Sopra sorse nel XII secolo con la costruzione della chiesa di San Giovanni; Saletto e San Bartolomeo, invece, rimasero a lungo dei modestissimi borghi rurali. Questa diversità di origine ha fatto sì che ciascun villaggio mantenesse la propria autonomia rispetto agli altri, pur rimanendo nell'orbita del Comune di Treviso e delle varie signorie (da Romano, da Camino, della Scala, da Carrara) che si avvicendarono ai suoi vertici.
Sul finire del Trecento la Marca passò definitivamente alla Repubblica di Venezia che, specialmente dopo la guerra della Lega di Cambrai, garantì un lungo periodo di stabilità politica.
Caduta la Serenissima nel 1797, Breda attraversò il convulso periodo napoleonico in cui si avvicendarono le amministrazioni francese e austriaca. Al periodo del Regno d'Italia si colloca l'istituzione dell'odierno comune, con Breda capoluogo e Pero, Saletto e San Bartolomeo frazioni.

### Simboli
Lo stemma e il gonfalone sono privi di concessione ufficiale.
Lo stemma raffigura, su sfondo azzurro, un castello turrito di rosso, merlato alla guelfa e fondato su una campagna di verde e fa probabilmente riferimento a quello attorno al quale, verso l'anno Mille, cominciò a sorgere l’abitato del comune. Il gonfalone è un drappo di azzurro.

## Monumenti e luoghi d'interesse

### Architetture religiose

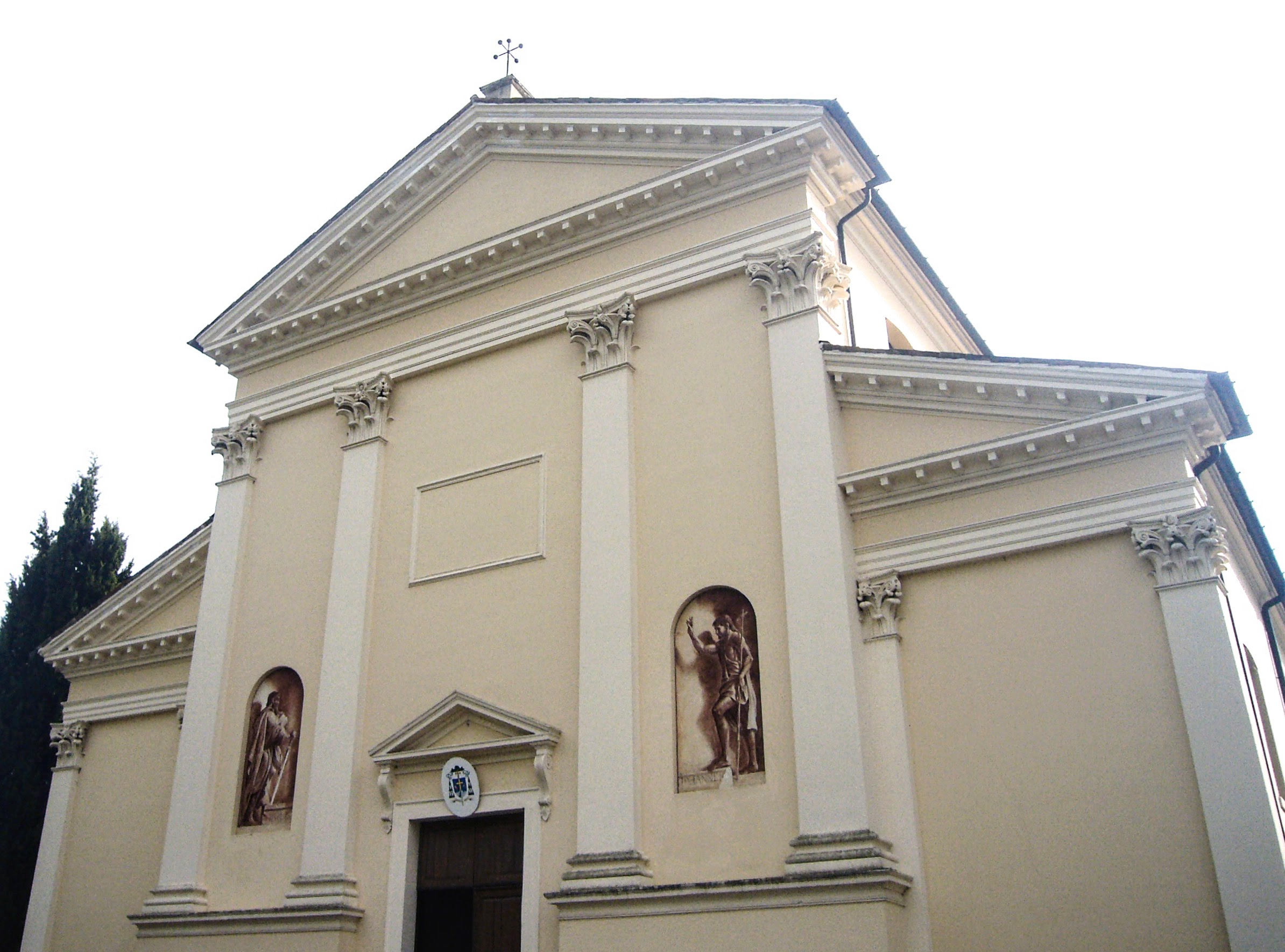
La facciata della chiesa parrocchiale di Breda di Piave

- Chiesa parrocchiale della Conversione di San Paolo (nel capoluogo), fondata come feudo monastico dai monaci del monastero dei Santi Pietro, Paolo e Teonisto di Casier intorno al IX secolo e da cui dipendeva; ricostruita nel XIX secolo su progetto di Giulio Olivi[8].
- Oratorio della Beata Vergine delle Grazie (piazza Domenica Olivi),
- Oratorio di San Giovanni Battista (a Vacil).
- Chiesa parrocchiale dei Santi San Colombano e Giuseppe (a Pero), dipese dalla pieve di Cavriè ed in seguito alla pieve di San Biagio di Callalta.
- Chiesetta di San Giovanni (a Pero).
- Chiesa parrocchiale di San Bartolomeo apostolo (a San Bartolomeo di Piave).
- Chiesa arcipretale intitolata all'Immacolata Concezione (a Saletto di Piave).

### Architetture civili

#### Ville venete
Il territorio comunale custodisce cinque ville, tutelate dall'Istituto Regionale Ville Venete (IRVV), e di seguito elencate:
- Villa Mazzolà, Negrelli;
- Villa Lorenzon;
- Villa Zangrando;
- Villa Olivi;
- Villa Spineda, Dal Vesco, Suppiej.

#### Mulini
Sono presenti alcuni esempi di archeologia industriale. In particolare, con specifico riguardo all'arte molitoria, si ricorda la presenza di alcuni mulini: due a Saletto, due a Breda, uno a Pero, ed uno, conosciuto con il nome di Mulino della Sega e monumento ai caduti della Grande Guerra, nella località di San Bartolomeo.

## Società

### Evoluzione demografica
Abitanti censiti

### Etnie e minoranze straniere
Al 31 dicembre 2017 gli stranieri residenti nel comune erano 498, ovvero il 6,4% della popolazione. Di seguito sono riportati i gruppi più consistenti:
1. Romania 129
2. Albania 77
3. Kosovo 44
4. India 26
5. Moldavia 25
6. Marocco 24

## Geografia antropica
Breda di Piave è suddivisa in diverse frazioni:
- Pero, una delle frazioni più antiche, è nota per la chiesa di San Colombano, legata ai monaci benedettini.
- Saletto di Piave, situata vicino al fiume Piave, è caratterizzata da un paesaggio prevalentemente rurale.
- San Bartolomeo, piccolo centro abitato, ospita la chiesa parrocchiale dedicata al santo omonimo.
- Vacil, frazione immersa nella campagna trevigiana.

## Amministrazione

### Gemellaggi
- Labarthe-sur-Lèze, dal 1998
- Breda (Spagna), dal 2010
- Sant'Andrea Apostolo dello Jonio, dal 2015

### Altre informazioni amministrative
In origine, la denominazione del comune era semplicemente "Breda": il predicativo "di Piave" fu aggiunto con il RD 5 maggio 1868 n. 4172.
Nel 1907 fu distaccata parte della frazione Saletto per essere aggregata al comune di Ponte di Piave (Censimento 1901: pop. res. 103).